# Galtar et la Lance d'or
Galtar et la Lance d'or (Galtar and the Golden Lance) est une série télévisée d'animation américaine en 21 épisodes de 24 minutes, produite par les studios Hanna-Barbera et diffusée entre le 2 septembre 1985 et le 13 janvier 1986 en syndication.
En France, la série a été diffusée à partir du 7 septembre 1986 sur Canal+ dans l'émission Cabou Cadin.

## Synopsis
Cette série met en scène les aventures de Galtar, de la princesse Goleeta et de son jeune frère, Zorn. Grâce à sa lance d'or, Galtar combat Tormack, un tyran qui règne sur le monde avec l'aide des forces du mal.

## Épisodes
1. Galtar et la princesse (Galtar and the Princess)
2. La Forêt pétrifiée (Skull Forest)
3. Mursa l'impitoyable (Mursa The Merciless)
4. Les Retrouvailles (Goleeta's Reunion)
5. L'Ombre fantomatique (Shadowhaunt)
6. Le Piège de Tormack (Tormack's Trap)
7. Curieuse alliance (Wicked Alliance)
8. Les Cavaliers de Vikor (Vikor's Raiders)
9. Les Maraudeurs (The Manta Marauders)
10. Les super combattants (The Master Fighters)
11. Le Labyrinthe de Magnus (The Maze Of Magus)
12. La Prêtresse (Falca - Priestess Of Prey)
13. L'Épée d'argent (Silver Sword)
14. Zorn rencontre Marine (Zorn Meets Marion)
15. La Revanche de Vikor (Vikor's Revenge)
16. Le Défi de Galtar (Galtar's Challenge)
17. L'Apprenti sorcier (Ither's Apprentice)
18. Antara la terrible (Antara The Terrible)
19. La Trahison de Tormack (Tormacks Treachery)
20. L'Amour du mal (Love Of Evil)
21. Le retour de Riva (The Return of Rava)